# Parque nacional Kondalilla

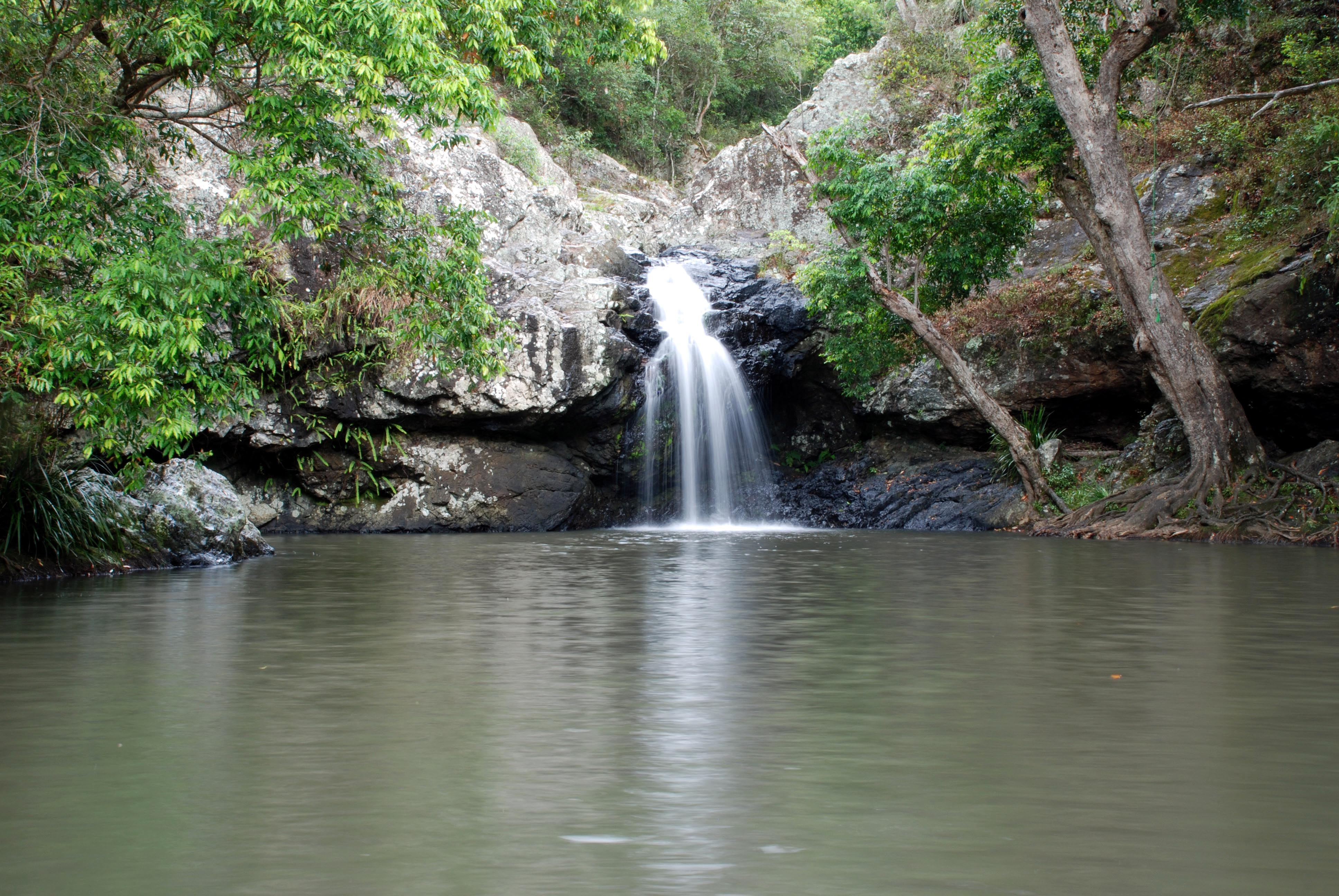
Río situado en el parque nacional de Kondalilla

Kondalilla es un parque nacional en Queensland (Australia), ubicado a 91 km al norte de Brisbane.

## Datos
- Área: 3,27 km²;
- Coordenadas: 26°40′05″S 152°51′30″E / -26.66806, 152.85833
- Fecha de Creación: 1945
- Administración: Servicio para la Vida Salvaje de Queensland
- Categoría IUCN: II

Véase también:
- Zonas protegidas de Queensland